# آی.ای‌ایی ۲۲ دی‌ال
آی. ای‌ایی ۲۲ دی ال (اسپانیایی: I.Ae. 22 DL‎)هواپیمای آموزشی پیشرفته آرژانتینی بود که توسط اینستوتو آئروتکنیکو (مؤسسه فن آوری هوایی) در سال ۱۹۴۳ طراحی شد، این هواپیما ساختاری چوبی شبیه به نورث امریکن ان‌ای-۱۶ داشت.

## توسعه
آی. ای‌ایی ۲۲ دی ال توسعه ای از هواپیمای آی ای ایی. دی ال ۲۱، بود که خود یر اساس هواپیمای نورث امریکن ان‌ای-۱۶ تولید شده بودو آن زمان در خدمت نیروهای نظامی آرژانتین بود.

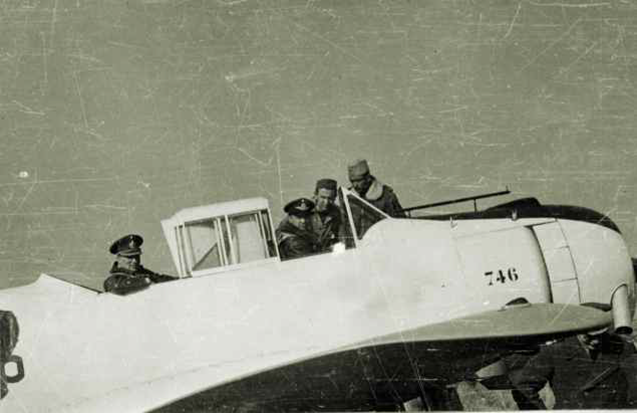
خوآن پرون در حال پرواز بر فراز کوردوبا در یک نمونه اولیه آی. ای‌ایی ۲۲ دی ال در سال ۱۹۴۴.

تجربه آرژانتین با ان ای-۱۶–۴ پی و بدتر شدن روابط سیاسی با ایالات متحده منجر به توسعه بومی ای ایی. دی ال ۲۱ شد. دی ال ۲۱ که دارای ساختار بدنه ان ای-۱۶ بود. با این حال، تولید آن بسیار دشوار بود و به جای آن یک طرح کاملاً جدید آی. ای‌ایی ۲۲ دی ال با پیکربندی مشابه، اما از نظر ساختاری متفاوت و بهینه شده با مواد موجود ساخته شد.
این هواپیما ساختاری چوبی داشت و از موتور شعاعی ۹ سیلندری به قدرت ۴۵۰ اسب بخاری (۳۴۰ کیلووات) از نوع آی. ای‌ایی ۱۶ ال گائوچو با ملخ فلزی استاندارد ۲ام-دی-۳۰همیلتون، استفاده می‌نمود.

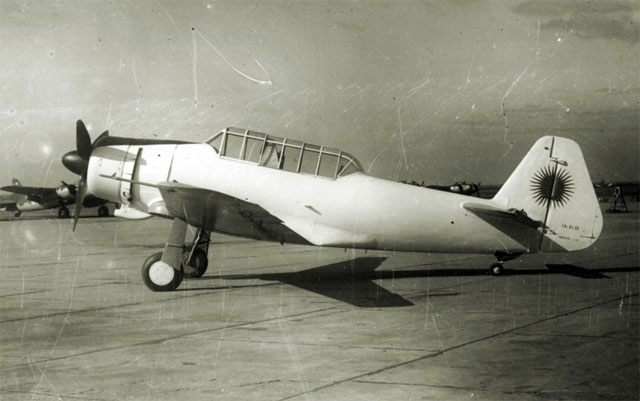
آی. ای‌ایی ۲۲ دی ال با موتور آرمسترانگ سیدلی چیتا و ملخ سه پروانه روتول

نمونه اولیه در ۸ اوت ۱۹۴۴ پرواز کرد، اگرچه برخی منابع ۱۴ مه ۱۹۴۴ را ذکر کرده‌اند. حدود ۲۰۰ فروند از این هواپیما ساخته شد. نسخه ای با موتور شعاعی آرمسترانگ سیدلی چیتا ۲۵ با قدرت ۴۷۵ اسب بخار (۳۵۴ کیلووات) و پروانه سرعت ثابت روتول که آی. ای ایی-۲۲-سی نامگذاری شد.

## کاربران
آرژانتین
- نیروی هوایی آرژانتین
- ناوگان هوایی نیروی دریایی آرژانتین

## هواپیماهای باقی مانده

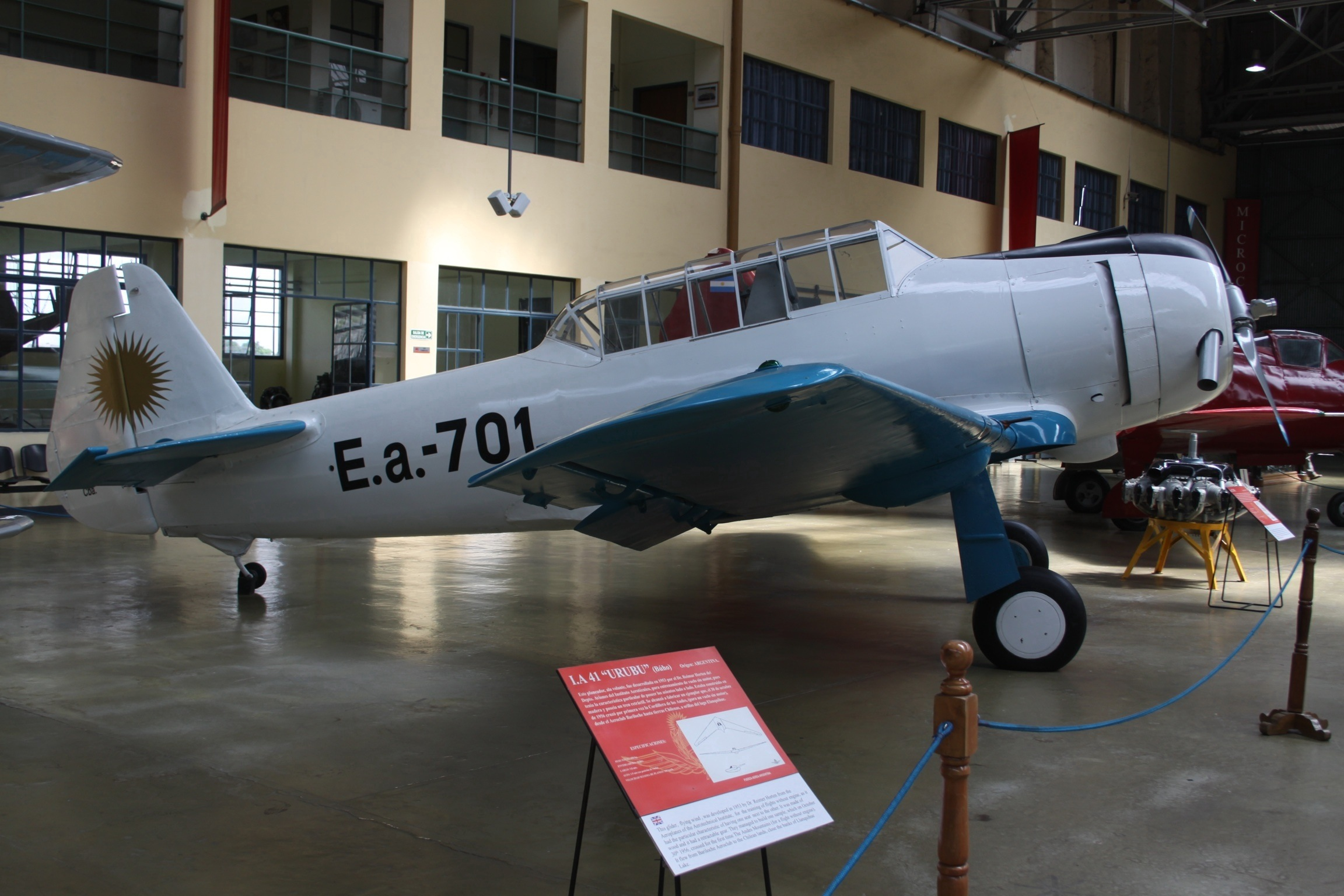
نمونه بازسازی شده آی. ای‌ایی ۲۲ دی‌ال در موزه ملی هوانوردی، آرژانتین

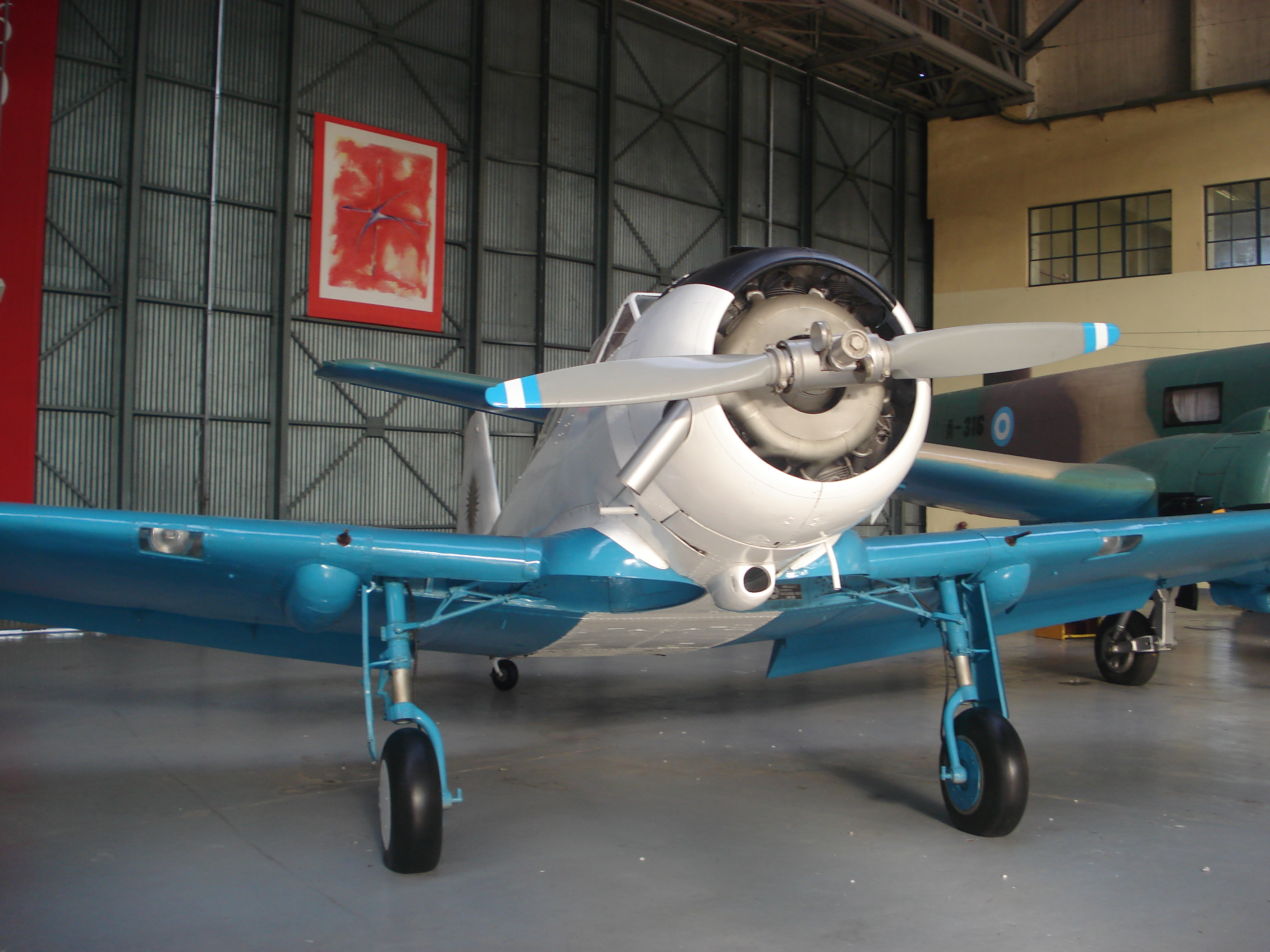
نمای جلویی از آی. ای‌ایی ۲۲ دی‌ال در موزه ملی هوانوردی آرژانتین.

یک نمونه بازسازی شده، که با شماره ۷۲۸ تولید شده و با علامت Ea-701 درموزه ملی هوانوردی آرژانتین موجود می‌باشد.

## مشخصات (آی. ای‌ایی ۲۲ دی‌ال)
داده‌ها از Jane's all the World's Aircraft 1947
ویژگی‌های عمومی
- خدمه: دو
- طول: ۹٫۲ متر (۳۰ فوت ۲ اینچ)
- پهنای بال: ۱۲٫۶ متر (۴۱ فوت ۴ اینچ)
- ارتفاع: ۲٫۸۲ متر (۹ فوت ۳ اینچ)
- مساحت بال‌ها: ۲۳٫۱۹ متر مربع (۲۴۹٫۶ فوت مربع)
- وزن خالی: ۱٬۵۲۰ کیلوگرم (۳٬۳۵۱ پوند)
- وزن ناخالص: ۲٬۲۲۰ کیلوگرم (۴٬۸۹۴ پوند)
- پیشرانه: ۱ عدد موتور پیستونی، ۹ سیلندری هوا حنک شغاعی آی ای ایی.۱۶ ال گائوچو, ۳۴۰ کیلووات (۴۵۰ اسب بخار)
- ملخ‌ها: دوملخه هامیلتون استاندارد ۲۲ام-دی-۳۰

عملکرد
- حداکثر سرعت: ۲۹۰ کیلومتر بر ساعت (۱۸۰ مایل بر ساعت، ۱۶۰ گره) در ۴۵۰ متر (۱٬۴۷۶ فوت)
- سرعت کروز: ۲۶۰ کیلومتر بر ساعت (۱۶۰ مایل بر ساعت، ۱۴۰ گره)
- بُرد: ۱٬۱۰۰ کیلومتر (۶۸۰ مایل، ۵۹۰ مایل دریایی)
- مداومت پروازی: ۴ ساعت و ۱۵ دقیقه
- حداکثر ارتفاع: ۵٬۲۰۰ متر (۱۷٬۱۰۰ فوت)
- بارگیری بال: ۹۶ کیلوگرم بر متر مربع (۲۰ پوند بر فوت مربع)
- توان به وزن|توان/جرم: ۰٫۱۴۱ کیلووات به کیلوگرم kW/kg معادل با (۰٫۰۸۶ اسب بخار به پوند hp/lb)

تسلیحات

- اسلحه‌ها: ۲ قبضه تیربار ۷٫۶۵ میلی‌متری ثابت از نوع مدسن دارای ۴۵۰ گلوله در هر اسلحه[۲]
- راکت‌ها: یا ۶ تیر راکت به وزن هر یک ۱۱ کیلوگرم (۲۴ پوند).
- بمب‌ها: ۳ عدد بمب به وزن هریک ۵۰ کیلوگرم (۱۱۰ پوند) یا ۹ عدد به وزن هر یک۱۵ کیلوگرم (۳۳ پوند)